# لورانس غوردون (لاعب كرة قدم كندية)
لورانس غوردون (بالإنجليزية: Lawrence Gordon)‏ هو لاعب كرة قدم كندية أمريكي، ولد في 30 مارس 1984 في هالانديل بيتش في الولايات المتحدة.

## وصلات خارجية
- لورانس غوردون على موقع JustSportsStats.com (الإنجليزية)